# Salário mínimo nos Estados Unidos

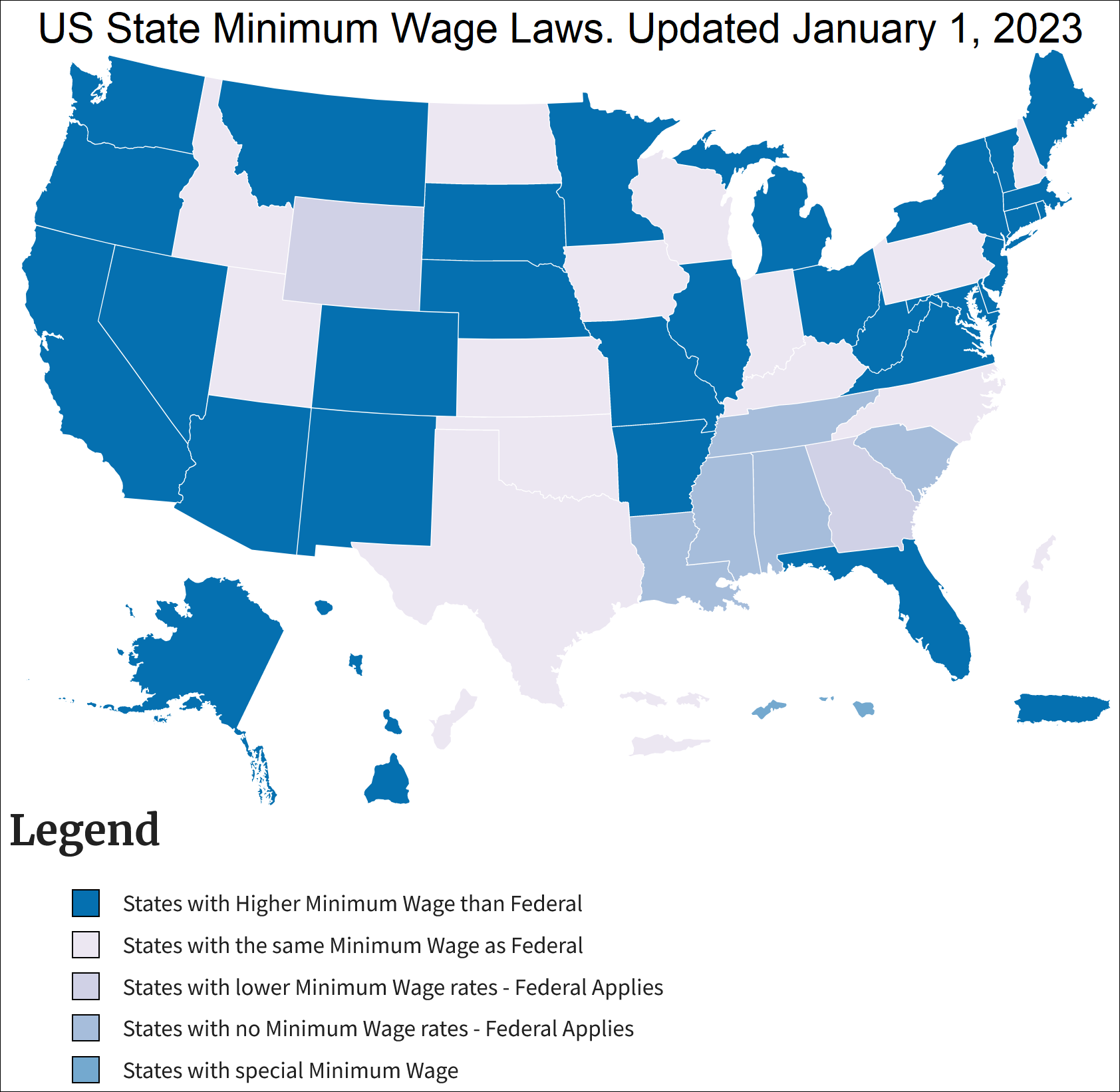
Salário mínimo por estado dos EUA, Washington, D.C e território. O salário mínimo federal de 7,25 dólares por hora se aplica a estados sem salário mínimo definido e à maioria dos trabalhadores em estados com salários mínimos mais baixos. Especificamente, aqueles que trabalham para empregadores sujeitos ao Fair Labor Standards Act. Salários mínimos especiais se aplicam a alguns trabalhadores na Samoa Americana e nas Ilhas Marianas Setentrionais

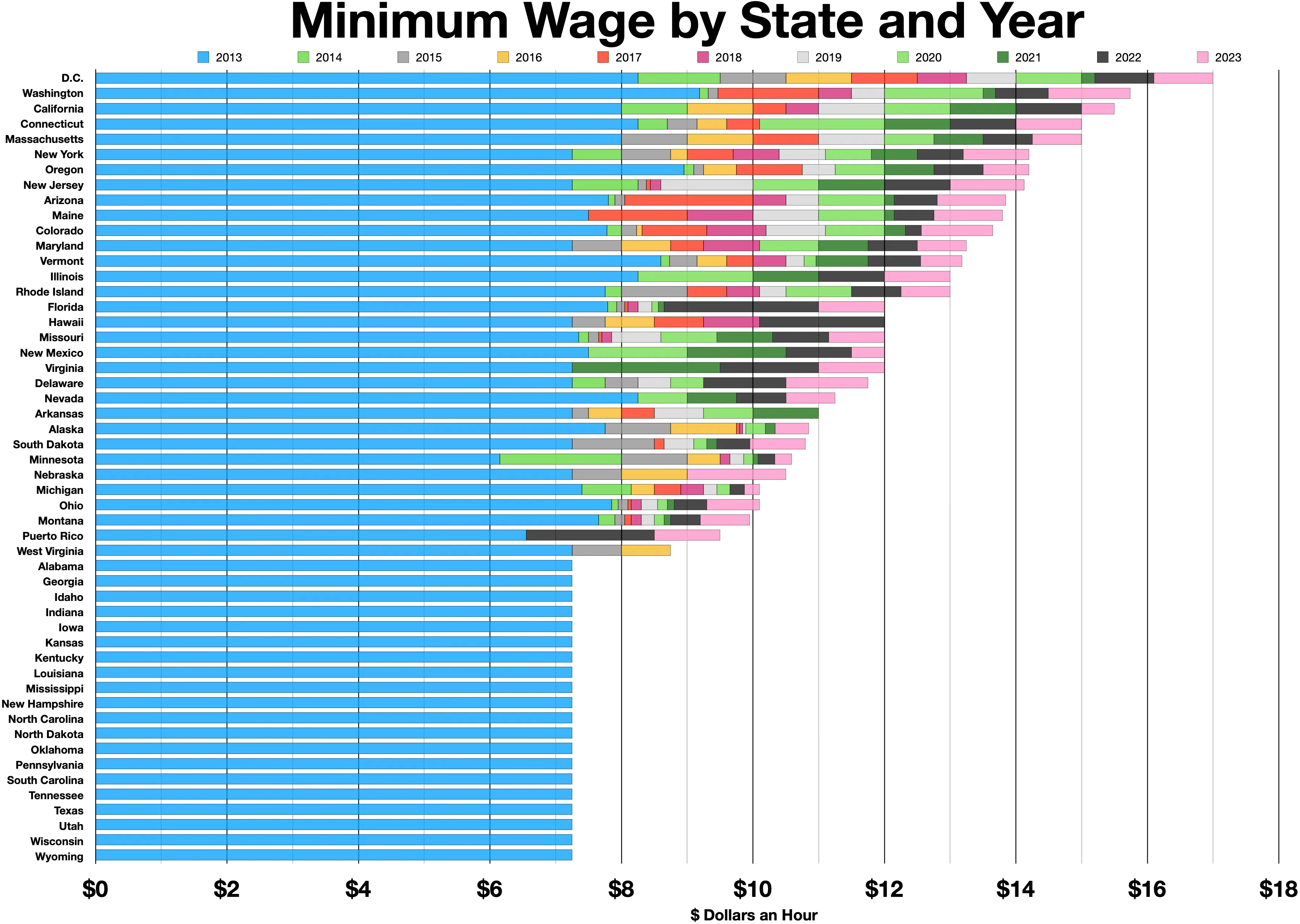
Salário mínimo por estado e ano

O salário mínimo nos Estados Unidos da América é estabelecido pela legislação trabalhista dos EUA e uma série de leis estaduais e locais. O primeiro salário mínimo federal foi instituído na Lei Nacional de Recuperação Industrial de 1933, sancionada pelo presidente Franklin D. Roosevelt, mas posteriormente considerada inconstitucional.  Em 1938, o Fair Labor Standards Act estabeleceu o valor de 0,25 dólares por hora (4,81 dólares em 2021). Seu poder de compra atingiu o pico em 1968, em 1,60 dólares (12,47 dólares em 2021). Desde 2009, tem sido 7,25 dólares por hora.
Os empregadores geralmente têm que pagar aos trabalhadores o salário mínimo mais alto daqueles prescritos pelas leis federais, estaduais e locais. Em janeiro de 2020, 29 estados e o Distrito de Columbia tinham salários mínimos superiores ao mínimo federal, de modo que quase 90% dos americanos que ganhavam apenas o salário mínimo recebiam mais de 7,25 dólares por hora. O salário mínimo nacional efetivo (o salário que o trabalhador com salário mínimo médio ganha) era de 11,80 dólares em maio de 2019; este foi o mais alto desde pelo menos 1994, o primeiro ano para o qual estão disponíveis dados sobre o salário mínimo efetivo.
Em 2021, o Escritório de Orçamento do Congresso estimou que o aumento incremental do salário mínimo federal para 15 dólares por hora até 2025 beneficiaria 17 milhões de trabalhadores e também reduziria o emprego em 1,4 milhão de pessoas. Também tiraria cerca de novecentas mil pessoas da pobreza e poderia aumentar os salários de mais dez milhões de trabalhadores, fazer com que os preços subissem e a produção econômica geral diminuísse ligeiramente, e aumentaria o défice orçamentário federal em 54 bilhões nos próximos dez anos. Uma pesquisa da Ipsos em agosto de 2020 descobriu que o apoio ao aumento do salário mínimo federal cresceu substancialmente durante a pandemia de COVID-19, com 72% dos americanos a favor, incluindo 62% dos republicanos e 87% dos democratas. Uma pesquisa de março de 2021 pelo Instituto de Pesquisa da Universidade de Monmouth, conduzida como um aumento do salário mínimo estava sendo considerado no Congresso, descobriu que 53% dos entrevistados apoiavam um aumento para 15 dólares por hora e 45% se opunham.
Em 2019, 1,6 milhão de americanos não ganharam mais do que o salário mínimo federal – cerca de 1% dos trabalhadores e menos de 2% dos pagos por hora. Menos da metade trabalhava em tempo integral; quase metade tinha entre 16 e 25 anos; e mais de 60% trabalhavam nas indústrias de lazer e hotelaria, onde muitos trabalhadores recebiam gorjetas além do salário por hora. Não existiam diferenças significativas entre grupos étnicos ou raciais; as mulheres eram cerca de duas vezes mais propensas que os homens a ganhar um salário mínimo ou menos. Em maio de 2022, a legislatura do Havaí aprovou um projeto de lei para aumentar o salário mínimo para 18 dólares até 2028, o salário mínimo estadual mais alto nos Estados Unidos. O governador David Ige assinou o projeto de lei no mês seguinte.

## Tendência histórica

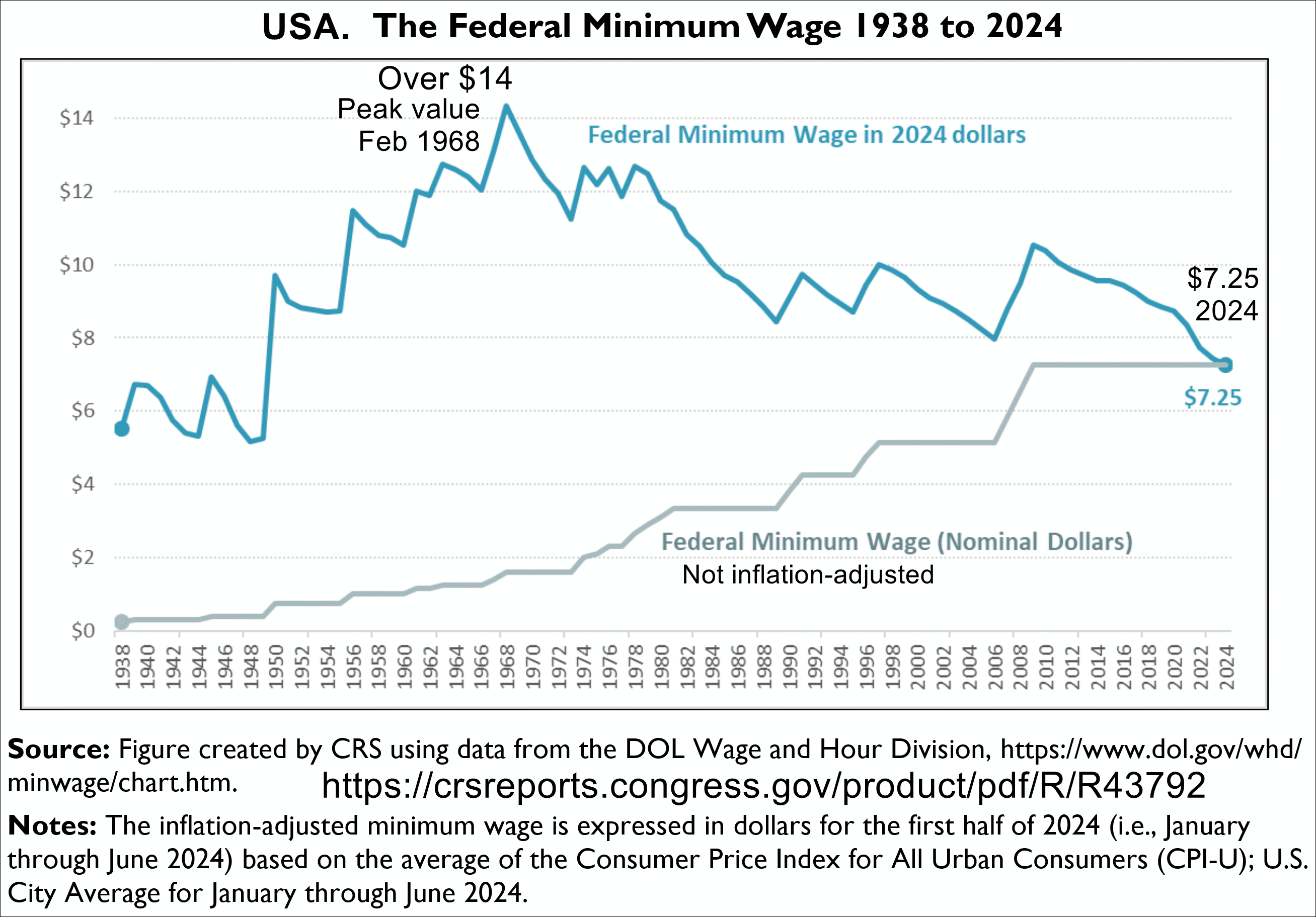
História do salário mínimo federal. A linha inferior é em dólares nominais. A linha superior é ajustada pela inflação para dólares de 2020.

O salário mínimo federal foi introduzido em 1938 à taxa de 0,25 dólares por hora (equivalente a 4,81 dólares em 2021). Em 1950, o salário mínimo subiu para 0,75 dólares por hora. O poder de compra do salário mínimo federal flutuou; foi mais alto em 1968, quando era de 1,60 dólares por hora (equivalente a 12,47 dólares em 2021). O valor real do salário mínimo federal em dólares de 2016 diminuiu em um terço desde 1968. O salário mínimo seria de 11 dólares em 2016 se seu valor real tivesse permanecido no nível de 1968; em vez disso, geralmente rastreou o salário mínimo real de 1960. De janeiro de 1981 a abril de 1990, o salário mínimo foi congelado em 3,35 dólares por hora, depois um congelamento recorde do salário mínimo. De 1.º de setembro de 1997 a 23 de julho de 2007, o salário mínimo federal permaneceu constante em 5,15 dólares por hora, quebrando o antigo recorde. Em 24 de julho de 2008, o salário mínimo foi ajustado para 6,55 dólares e, em seguida, para 7,25 dólares em 24 de julho de 2009, onde permaneceu fixo nos últimos treze anos.